# 拉卓
拉卓是位於叙利亚西北部阿勒颇省阿夫林区的一个城镇。 1912年，巴格達鐵路延伸至拉卓。
2018年2月3日，土耳其支持的叙利亚国民军与人民保護部隊在拉卓爆发武装冲突。  3月3日，土耳其支持的武裝攻占拉卓。 